# 林建誠
林建誠，香港有線電視中國組記者、駐廣州記者站主任，採訪新聞的格言是「膽、正、命、平 」。自認採訪李旺陽後間接導致他死亡感到內疚。為了尋求心靈慰藉，於2018年4月30日正式離開香港有線電視，準備讀神學。

## 履歷
林建誠祖籍廣東省清遠，在香港出生長大. 
1980年代曾做多份工作，包括船務、銀行和教小學中文。曾在台灣生活一年，參與畫陶瓷瓷藝。
1991年加入澳門廣播電視新聞部，任職記者及新聞提要主播，1999年澳門回歸前，接替前學運領袖聶國瑞任香港亞洲電視駐澳門記者，致力於突发新聞。2001年林建誠被派去阿富汗首都採訪911後的喀布爾。2003年採訪澳门民主派衝關事件時手部骨折，2004年6月轉職至香港有線新聞駐澳門記者，負責採訪澳門及珠江口西岸的突發新聞。2006年有線電視澳門記者站裁撤，加入中國組，改為駐守廣州。常突破封鎖線採訪重大危險案件，如汕尾东洲镇事件、中山顺德等地的警民冲突、云南普洱地震、山西临汾洪洞县矿难、湖南珠山镇骚乱、广西计生引发大规模冲突和四川汶川大地震等，由于话题的危险性及敏感度高，因此林建诚的采访多次使有線電視接到黑社会滋扰恐吓以及受到内地政府的投诉。
在2007年接受明報專訪時，提到他的採訪理念，他採訪新聞的格言就是「膽、正、命、平 」。
2007年，林建诚领军追访珠海走私鱼事件时遇袭，摄影师受伤。同年12月，为表彰林建诚对中国大陆走私鱼问题的深入報道，獲香港中文大學頒發新聞報道組（电子传媒）大奖。2008年，林建诚憑「四川大地震之險遇泥石流」獲紐約國際電視電影節影像新聞組銅獎。2011年3月，林建诚与有线电视中国组的同事共同摄制的反映中国大陆网民与政府角力的记录片《神州网络力量》获得了金尧如新闻基金管理委员会颁发的第二届金堯如新聞自由獎电子传媒组大奖。同年4月，该记录片再度获奖，获得香港记者协会、香港外国记者会、國際特赦組織香港分會共同颁发的第十五届人权新闻奖电视大奖。
2011年12月，林建誠前往广东省陆丰市对烏坎事件进行采访，乌坎村民在家中向他和其它境外媒体记者播放了12月18日汕尾市市委书记鄭雁雄就乌坎事件发表的評論，林建诚将他认为最重要的部分剪辑后做成报道在有线重点新闻台里播出，该报道播出后其视频在网上迅速传播，在中国大陆和香港的点击量都非常高。与此同时，其它一些媒体也对郑雁雄的这段讲话进行了大量的报道，如美国之音、金融时报等。郑雁雄的一些評論如“境外媒体信得过，母猪都会上树”在网络上被广泛传播，被媒体称为“汕尾体”，郑雁雄本人被推到了舆论的风口浪尖。在接受《南都周刊》采访时，郑雁雄对他的讲话中包含了一些骂人的话进行了认错，但同时认为翻拍的人没有将他的讲话剪辑完全。对此，林建诚回应到新闻只有短短几分钟，不可能把郑雁雄所有的观点都完全播放出去，而他们的报道也是很客观地把这事情放给观众自己判断。
2012年6月，李旺陽在接受林建誠訪問半個月後死亡。林建誠驚聞惡耗後，情緒激動，哭說：「這根本是暗殺，如果不滿意採訪可以殺我，不要殺他，不要殺沒有還手之力的人！」。林建誠認為採訪李旺陽，才會招至當權者的報復，對自己間接導致李旺陽被殺而非常內疚。2016年7月底從廣州撤離，回到香港工作。
2018年4月，林建誠在明報專訪時表示想從信仰中尋求安慰，同時也想調整自己的身心狀况，回复正常的家庭生活，後決定離開香港有線電視，自讀神學。林建誠先前礙於身分，無法參加李旺陽悼念集會，辭去工作後於6月6日首次參加。

## 获奖
2012年获得第十七屆人權新聞獎 PRIZE 大獎
2013年获得第四屆金堯如新聞自由獎

## 著作
- 《穿梭背後》，有線電視中國組著，明報出版社2009年5月初版，ISBN 978-962-8994-77-9